# Julia Jones
Julia Jones, född den 23 januari 1981 i Boston i Massachusetts, är en amerikansk skådespelerska och modell. 
Hon har varit modell för Levi’s, The Gap, Esprit och L'Oréal. Hon har studerat på Boston Ballet school från 4 års ålder.
Jones tog examen vid Columbia University med en examen i engelska.